# Ana Sofía Gómez
Pour les articles homonymes, voir Gómez.
Ana Sofía Gómez Porras (née le 24 novembre 1995 à Guatemala) est une gymnaste artistique guatémaltèque.

## Carrière
Ana Sofía Gómez remporte aux Jeux panaméricains de 2011 la médaille d'or à la poutre et la médaille d'argent au concours général individuel. Elle dispute les Jeux olympiques d'été de 2012 puis obtient la médaille d'or à la poutre aux Championnats panaméricains de 2013 et de 2014. Elle est ensuite médaillée d'argent aux barres asymétriques aux Jeux d'Amérique centrale et des Caraïbes de 2014 et médaillée de bronze au sol aux Jeux panaméricains de 2015.
Elle est le porte-drapeau du Guatemala lors de la cérémonie d'ouverture des Jeux olympiques d'été de 2016.